# 恆安國際
恆安國際有限公司（港交所：1044），簡稱恆安國際、恆安集團，是中國最大的婦女衛生巾和嬰兒紙尿褲生產商，從事生產及銷售「安爾樂」、「心相印」、「安樂」、「安兒樂」、「安而康」等品牌的婦幼衛生用品和生活用紙。公司在1985年由主席施文博先生及副主席兼行政總裁許連捷先生共同創辦，1998年在香港交易所上市。總部設在福建晉江。
2004年3月，恆安國際以1400萬港元收購恆安威信藥業有限公司70%股權，恆安威信主要在香港銷售「便利通」、「便利妥」等品牌的護理及急救用品。
2011年6月7日，恆安國際與友邦保險獲納入恆生指數成份股。
恒安國際發行54.34億元零息可換股債券，於2018年到期，換股價每股120.0825元，較2013年5月21日收市價88.75元溢價達35.3%，倘悉數換股共逾4,525萬股，佔擴大後股本約3.5%。集資用作還債及資本開支等。

## 大股东
- 许连捷家族19.90%
- 施文博家族18.62%

## 連結
- 恆安國際有限公司 （页面存档备份，存于）
- 恒安(威信)藥業有限公司 （页面存档备份，存于）